# Стура Карлсе
Стура Карлсе (швед. Stora Karlsö) — острів у Швеції, розташований за 6,5 км на захід від Готланду. Адміністративно належить до Готландського лену. Має морське сполучення з Клінтехамном. Має статус заповідника.

## Географія

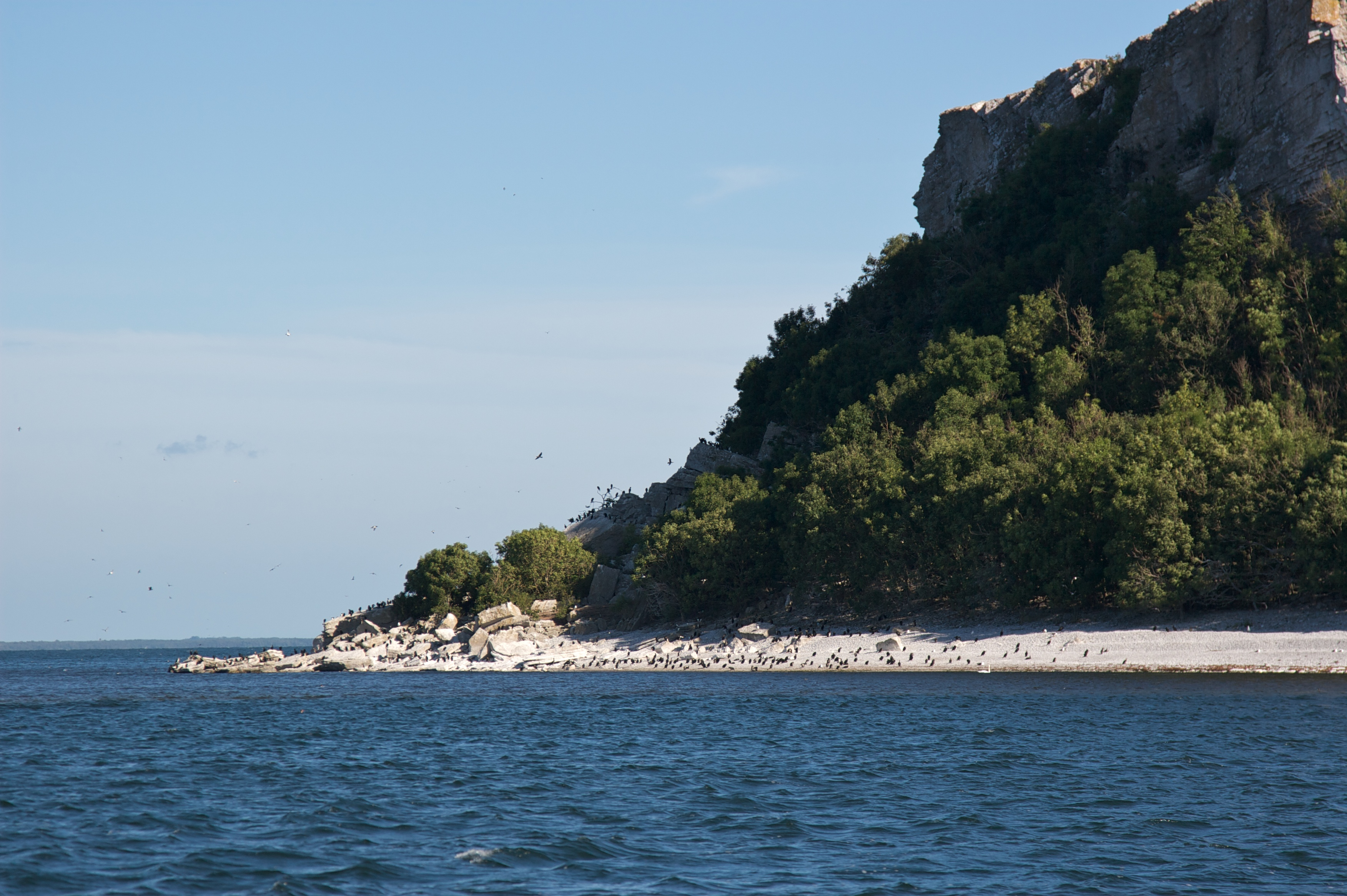
Скелі острова

Площа острова становить 2,35 км². За формою він нагадує прямокутник, а його ландшафт являє собою плато у вигляді підкови. Найвища точка острова лежить на висоті 51,6 м над рівнем моря. Західна частина плато — Мармурбергет — височить над морем на 45 м.
Острів Стура Карлсе утворений з гірських порід силурійського періоду, вік яких приблизно 400 млн років. Море промило в прибережних скелях три десятки печер, деякі з яких завглибшки понад 20 м.

## Флора

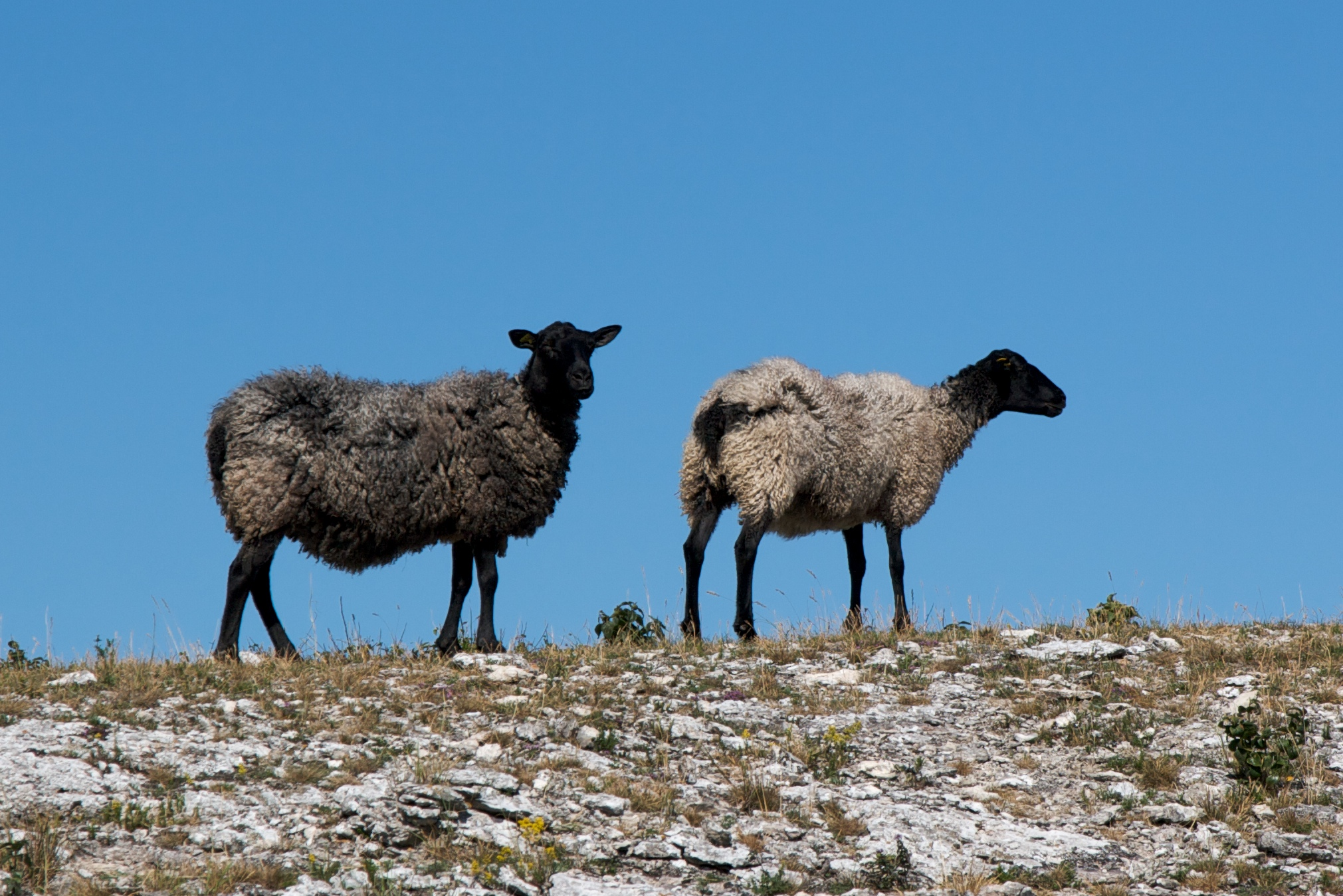
Вівці на Стура Карлсе

На острові сотні років паслися вівці, і до кінця XIX століття він майже втратив свій рослинний покрив. Однак в 1887 році вівці були вивезені з острова, і відтоді рослини могли рости тут без перешкод. Зараз на острові росте ясен, клен та горобина. Ялівець, який наприкінці XIX століття практично зник з острова, зараз можна зустріти на ньому майже повсюдно, а в деяких місцях він навіть утворює густі, важкопрохідні зарості.
У 1995 році, щоб трохи сповільнити заростання острова і допомогти потребуючим захисту рослин і тварин, на деяких ділянках Стура Карлсе знову почали випас овець.
Зараз на острові росте 400 видів судинних рослин, в тому числі солонечник, весняний горицвіт і орхідеї. Стура Карлсе і сусідній острів Лілла Карлсе — єдине місце в Скандинавії, де росте латук дібровний.

## Фауна
На острові гніздиться велика кількість кайри тонкодзьобої (7500 пар) і гагарок (1700 пар). Тут також зустрічається безліч дрібних птахів, серед яких берестянка звичайна, сочевиця, кропив'янка рябогруда і мала мухоловка.
До кінця XIX століття пташиний світ острова виявився на межі знищення. З ініціативи Віллі Веллера (1848—1927) в 1880 році було створено акціонерне товариство Jagt- och Djurskyddsförenings AB, головною метою якого стала турбота про збереження природи Стура Карлсе. Зараз компанія володіє більшою частиною острова і займається організацією туристичних турів.

## Історія
У печерах острова було зроблено безліч знахідок часів кам'яної доби. Найбільш відома печера Стура Фервар, в якій дослідники ще наприкінці XIX століття виявили кам'яні і кістяні знаряддя, а також залишки кераміки.
У мезолітичних мешканців печери Стура Фервар були виявлені мітохондріальні гаплогрупи U4b1 і U5a1 і Y-хромосомна гаплогрупа I1-M253.
Крім того, на острові були зроблені знахідки часів бронзової та залізної доби.

## Пам'ятки

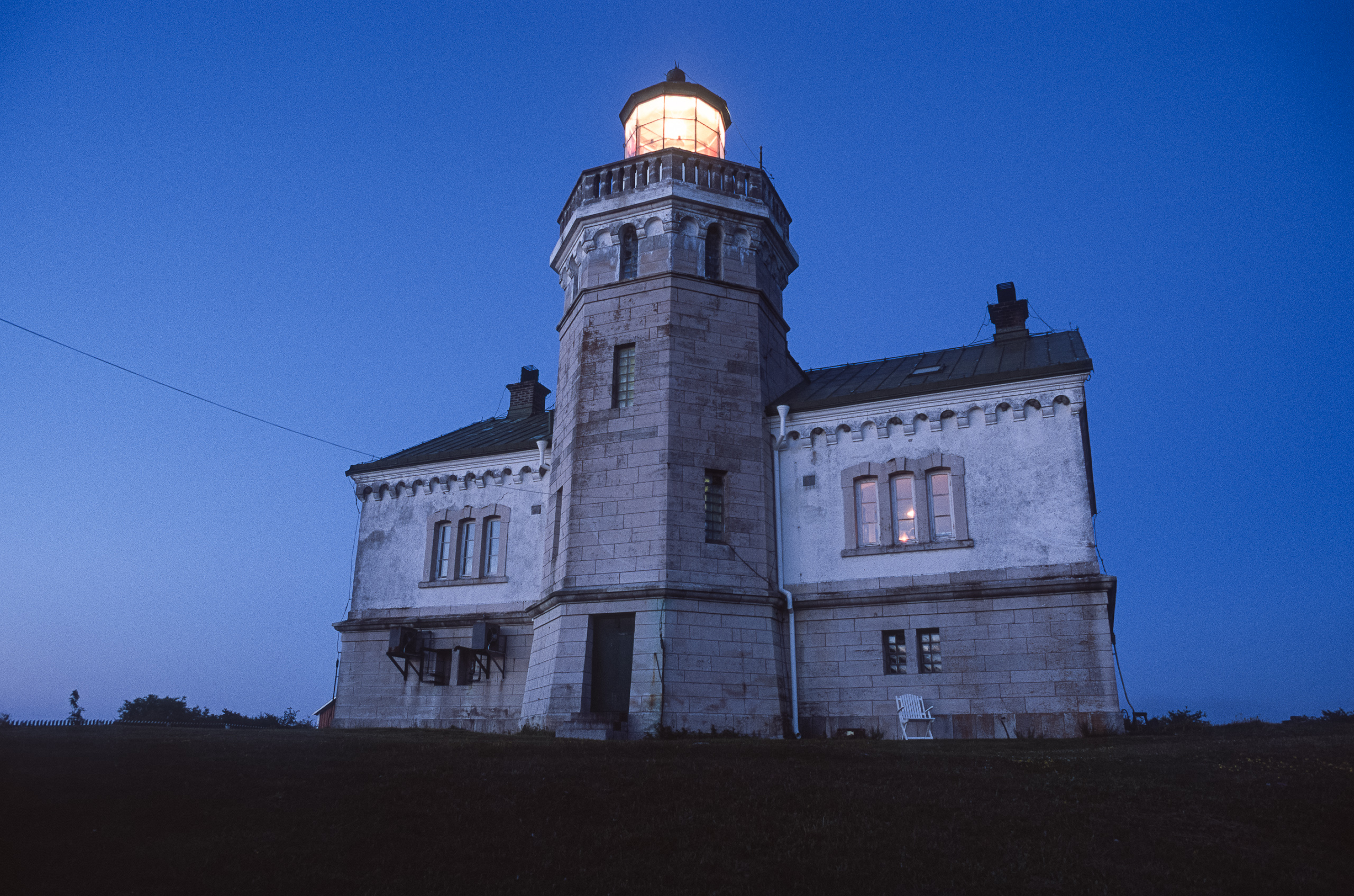
Маяк

На Стура Карлсе розташовується маяк, введений в дію ще в 1887 році. З 1966 року тут також працює музей, основна експозиція якого присвячена темі «Людина і природа на Стура Карлсе».

## Примітка
1. 1 2  Protected Areas (Nature Reserves) — 2015.
2. 1 2  Wiki Loves Monuments monuments database — 2017.
3. ↑  Skoglund, P. et al. (2014), Genomic diversity and admixture differs for Stone-Age Scandinavian foragers and farmers, Science
4. ↑  Torsten Günther et al. Population genomics of Mesolithic Scandinavia: Investigating early postglacial migration routes and high-latitude adaptation [Архівовано 15 листопада 2020 у Wayback Machine.], 2018